# Anas platyrhynchos diazi
El pato de collar mexicano o pato mexicano (Anas diazi o Anas platyrhynchos diazi) es una subespecie de pato de la familia Anatidae. La palabra Anas, es el griego antiguo para pato, "diazi" conmemora el nombre del ingeniero mexicano y geógrafo Augustin Diaz.
Se diferencia de Anas platyrhynchos  principalmente porque es de color café con un speculum de color azul brillante con bordes blancos. El macho tiene el pico color amarillo mucho más brillante que la hembra. Mide de 51 a 56cm. Se distribuye del centro de EE.UU hasta el sur del estado de Oaxaca en México. Se encuentra amenazada (A) por la NOM-059-SEMARNAT_2010. Recientemente se ha propuesto eliminar la subespecie y se propone solo Anas diazi para esta población de América del Norte.